# Čavoglave
Čavoglave es una localidad de Croacia en el ejido del municipio de Ružić, condado de Šibenik-Knin.

## Geografía
Se encuentra a una altitud de 429 m s. n. m. a 335 km de la capital nacional, Zagreb.

## Demografía
En el censo 2011 el total de población de la localidad fue de 168 habitantes.
| Gráfica de población de Čavoglave 1857-2011                         |
|                                                                     |
| Según los censos de población de la oficina estadística de Croacia. |